# Grolley-Ponthaux
Grolley-Ponthaux ist eine politische Gemeinde im Saanebezirk des Kantons Freiburg in der Schweiz. Sie entstand am 1. Januar 2025 aus der Fusion der bisherigen Gemeinden Grolley und Ponthaux.

## Geschichte
Die Gemeinde sollte ursprünglich auf den 1. Januar 2017 aus den Gemeinden Grolley und Ponthaux entstehen. Das Projekt wurde jedoch in den Volksabstimmungen abgelehnt. Bei den erneuten Abstimmungen vom 3. März 2024 stimmten in Grolley 684 Personen (75 %) für die Fusion, 228 (25 %) lehnten sie ab. In Ponthaux legten 375 Personen (89 %) ein Ja in die Urne, 46 (11 %) stimmten gegen die Fusion.